# 国際苦味単位
国際苦味単位（こくさいにがみたんい、IBU; International Bitterness Units）は、ビールの苦味の程度を測る単位である。
ビールの苦味は、醸造の際に使われるホップによってもたらされる。IBUは、ビールの苦味の成分の中でもっとも苦くかつ量の多いイソフムロンの割合（ppm単位）として定義される。
麦芽（モルト）を多く使用しているビールでは苦味の効果はあまり目立たないので、重いビールでは、風味とのバランスを取るために、高いIBUの値が必要となる。例えば、Imperial StoutのIBUは50であるが、IBUが30のEnglish Bitterよりも苦味を感じない。これは、前者が後者より麦芽を多く使用しているためである。IBUの技術的な限界はおよそ100である。
軽いアメリカン・ラガーのIBUはおおよそ5以下である。バーレーワインでは100を超えることがある。
IBUの計算式は以下の通りである。
{\displaystyle {\frac {W_{h}\times AA\%\times U_{aa}}{(V_{w}\times 1.34)}}}
ここで、
- Whは使用するホップの質量（オンス単位）
- AA%はアルファ酸度（ホップの耕作方法、品種、年などの多くの係数により決定される。ホップはこの値がラベリングされて販売される）
- Uaaはホップをボイルすることにより実際に使われるアルファ酸の割合
- Vwは使用する麦芽汁の体積（ガロン単位）
- 1.34はヤード・ポンド法の単位を使用するための調整係数

Uaaの算出方法は複数あり、それにより異なる結果が出てくる。通常、Uaaはボイルする時間を長くすると増加し、密度を高くすると減少する。